# Феодосий (Чащин)
Митрополи́т Феодо́сий (в миру Сергей Владиславович Чащин; 23 апреля 1973, Москва) — епископ Русской православной церкви, митрополит Самарский и Новокуйбышевский.

## Биография
По собственному признанию: «детство у меня было советское. О вере тогда ничего не знал. Первые зерна веры мне занесла моя тетушка, ныне покойная монахиня Анастасия. Она меня агитировала, а я поначалу скептически относился к ее словам». В 1990 году окончил среднюю школу, в 1996 году — Московский авиационный институт по специальности «прикладная математика».
В 1997—1999 годы служил в Ракетных войсках стратегического назначения. В 1999 году работал помощником прораба в Строительно-монтажном управлении № 3 города Москвы.
15 февраля 2000 года поступил послушником в монастырь во имя Архангела Михаила села Козиха Ордынского района Новосибирской области.
29 декабря 2000 года в монастырском храме во имя Архангела Михаила игуменом Артемием (Снигуром) пострижен в монашество с именем Феодосий в честь преподобного Феодосия Печерского.
24 мая 2001 года в Вознесенском кафедральном соборе г. Новосибирска архиепископом Новосибирским и Бердским Тихоном (Емельяновым) рукоположён в иеродиакона, 17 июня в храме Всех святых, в земле Российской просиявших, г. Новосибирска — во иеромонаха.
По собственному признанию: «Монастырь в то время был достаточно молодой, нам передали развалившиеся амбары, и мы их восстанавливали. Делали крышу».
3 апреля 2002 года назначен настоятелем прихода во имя святого равноапостольного князя Владимира в Новосибирске, который являлся подворьем монастыря во имя Архангела Михаила села Козиха.
В 2001 года награждён набедренником, в 2005 года — наперсным крестом.
В 2001—2005 года обучался (заочно) в Томской духовной семинарии, в 2005—2010 годы обучался (заочно) в Киевской духовной академии.
23 марта 2010 года назначен руководителем комиссии по делам монастырей Новосибирской епархии и вошёл в состав епархиального совета.
22 марта 2011 года назначен и. о. наместника Архангело-Михайловского монастыря села Козиха, 18 апреля — заместителем председателя церковного суда Новосибирской епархии.
Решением Священного Синода от 28 декабря 2011 года избран епископом Каинским и Барабинским.
19 января 2012 года в Вознесенском кафедральном соборе Новосибирска митрополитом Новосибирским Тихоном возведён в сан архимандрита.
24 февраля 2012 года в Богоявленском кафедральном соборе г. Москвы наречён во епископа Каинского и Барабинского. Наречение возглавил Патриарх Московский и всея Руси Кирилл.
17 марта 2012 года в Троицком соборе Свято-Данилова ставропигиального мужского монастыря хиротонисан во епископа Каинского и Барабинского. Чин хиротонии совершали Патриарх Московский и всея Руси Кирилл, митрополит Саранский и Мордовский Варсонофий (Судаков), митрополит Новосибирский и Бердский Тихон (Емельянов), архиепископ Истринский Арсений (Епифанов), архиепископ Егорьевский Марк (Головков), епископ Солнечногорский Сергий (Чашин), епископ Дрогобычский Филарет (Кучеров), епископ Салехардский и Ново-Уренгойский Николай (Чашин), епископ Воскресенский Савва (Михеев), епископ Искитимский и Черепановский Лука (Волчков); епископ Карасукский и Ордынский Филипп (Новиков).
С 11 по 25 июня 2012 года в Общецерковной аспирантуре и докторантуре проходил курсы повышения квалификации для новопоставленных архиереев.
15 апреля 2021 года определён епископом Нижнетагильским и Невьянским с поручением ему временного управления Серовской епархией.
24 октября 2024 года поручено временное управление Душанбинской и Таджикистанской епархией. 
24 июля 2025 года определён епископом Самарским и Новокуйбышевским и главой Самарской митрополии.